# Alberto de Palacio y Elissague
Alberto de Palacio y Elissague (1856-1939) fue un arquitecto e ingeniero español.

## Biografía
Nació en la localidad vasco-francesa de Sare el 12 de enero de 1856, hijo de padre español y madre francesa, ambos de origen vasco. Su padre era el empresario Antonio Palacio Montemayor, natural de Gordejuela, en la comarca vizcaína de las Encartaciones. Su madre Estefanía Elissague, natural de Sare, localidad vascofrancesa fronteriza con España. Ambos se habían conocido y casado en México, donde Antonio Palacio había tenido importantes negocios, igual que en España, lo que le había valido tener acumulado un importante capital, por lo que Alberto tuvo siempre una desahogada situación económica. Cansado de la inestable situación política del país norteamericano, el matrimonio decidió regresar a Europa.

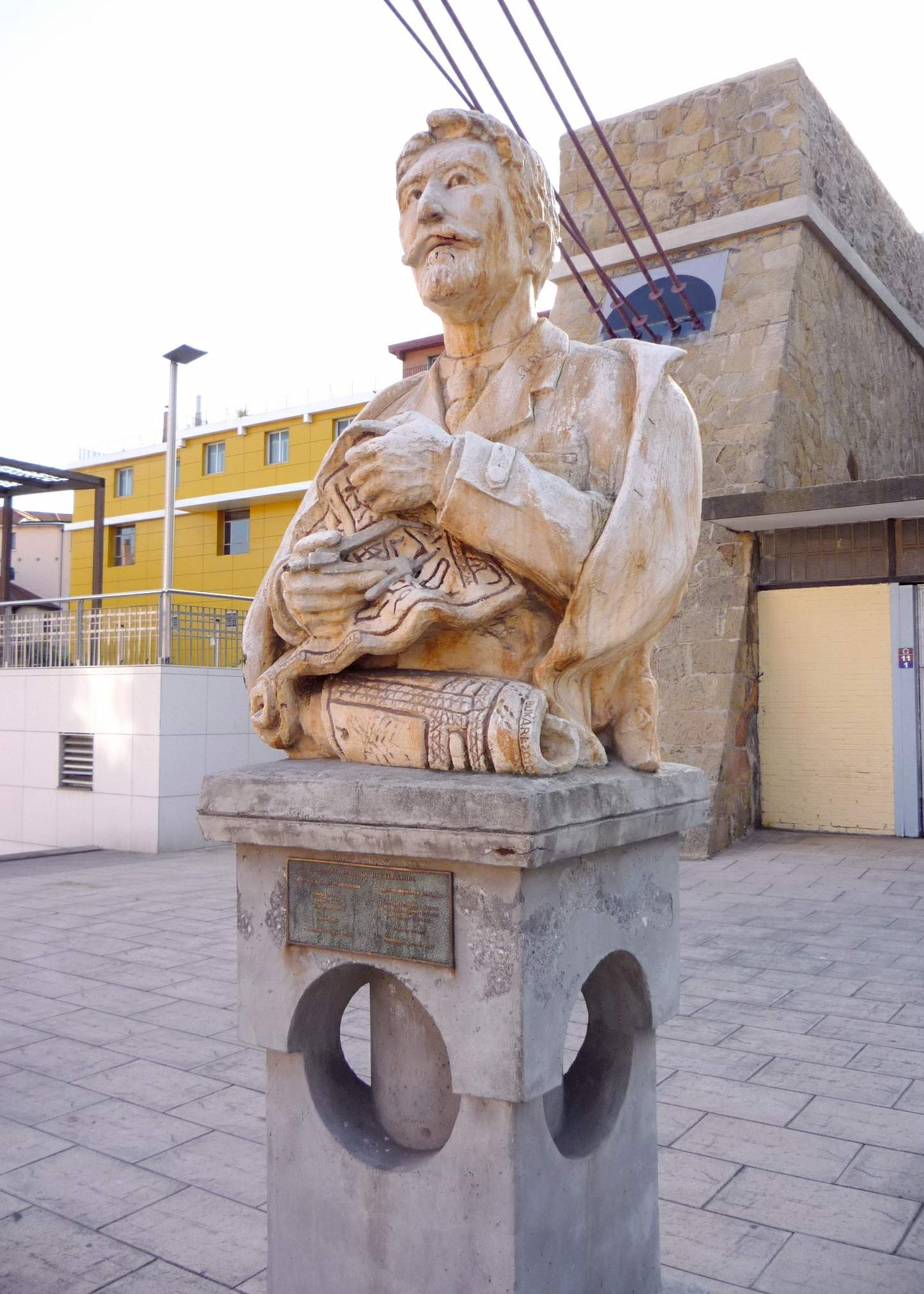
Monumento a Alberto de Palacio junto al Puente Transbordador de Vizcaya en Portugalete

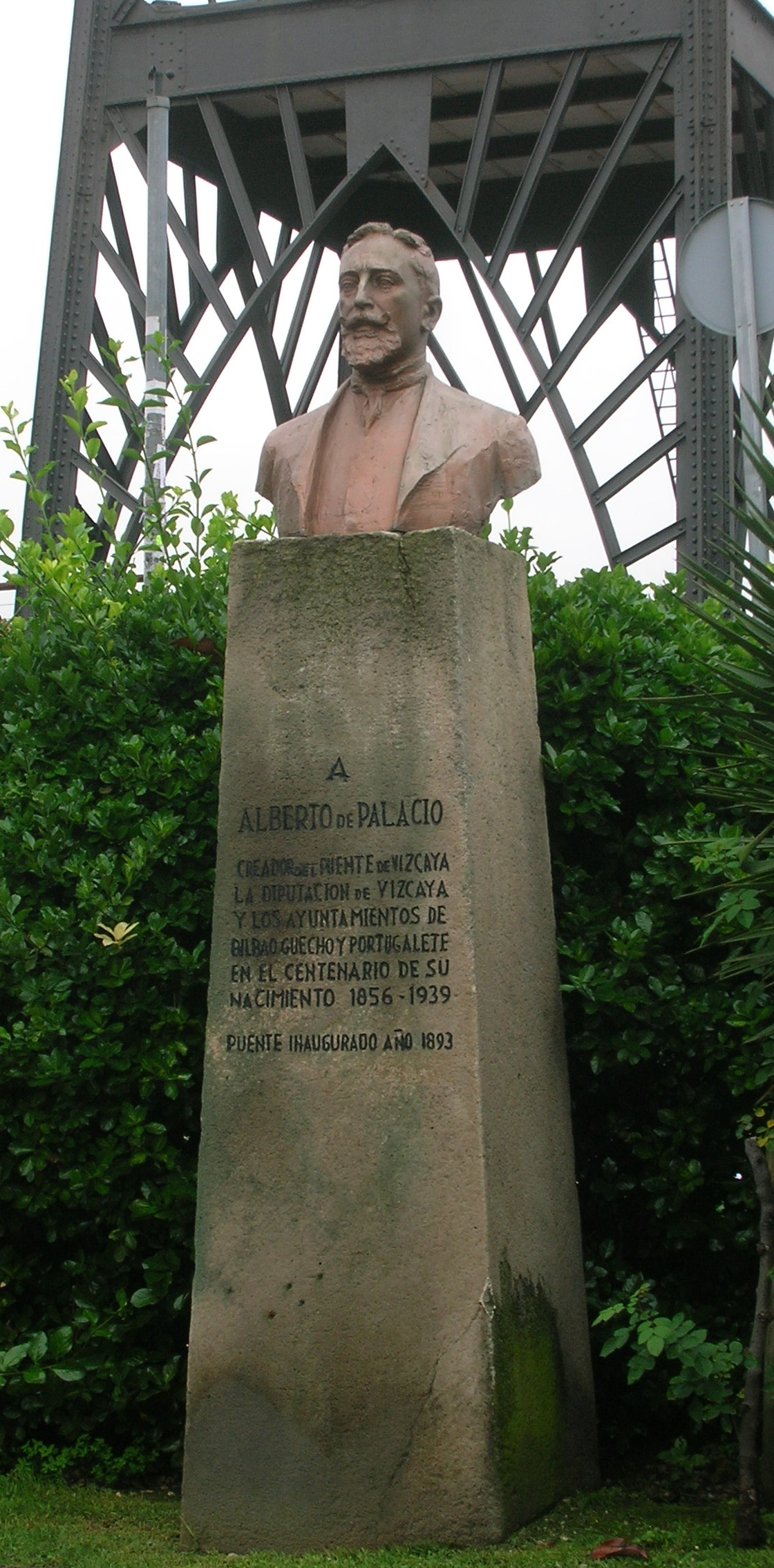
Monumento a Alberto de Palacio junto al Puente Transbordador de Vizcaya en Guecho

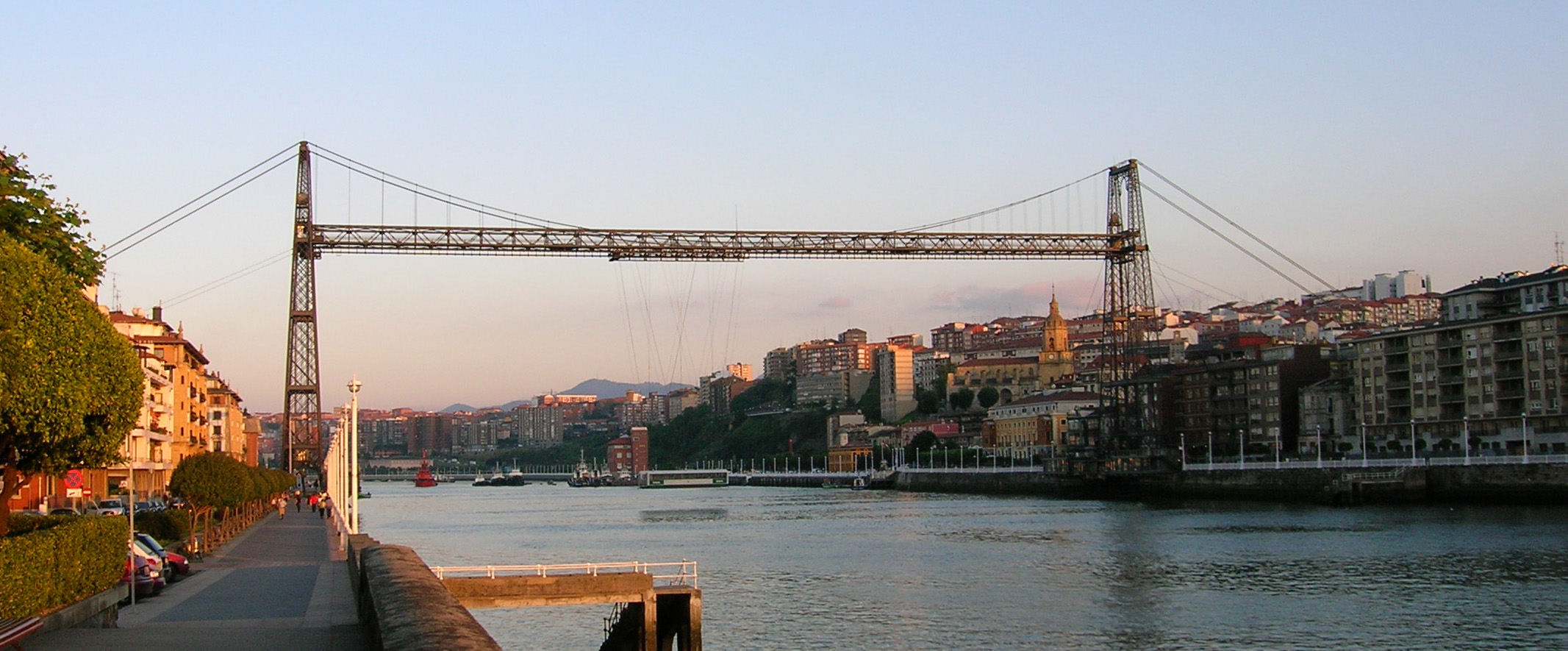
Puente Colgante.

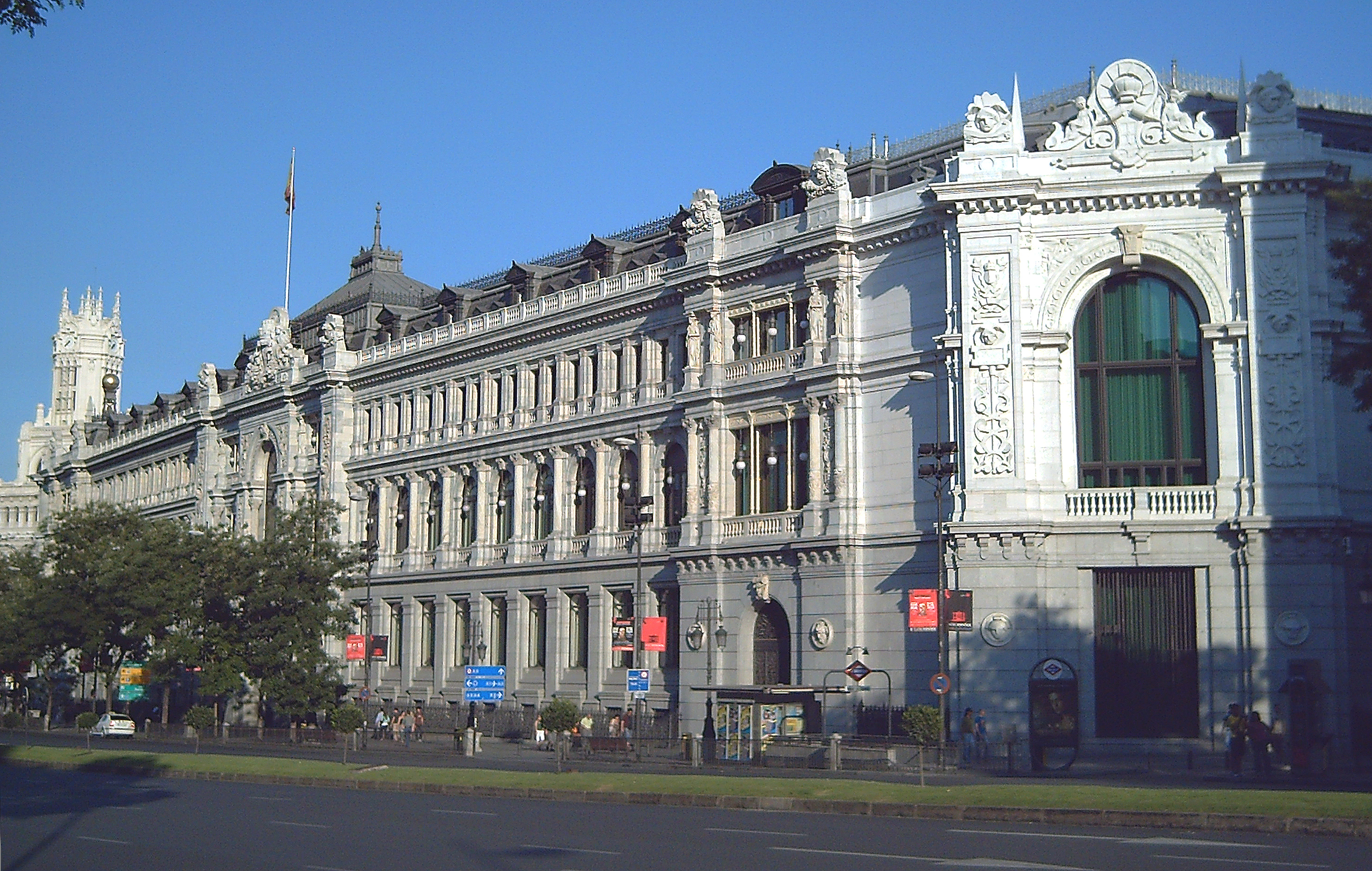
Banco de España, Madrid

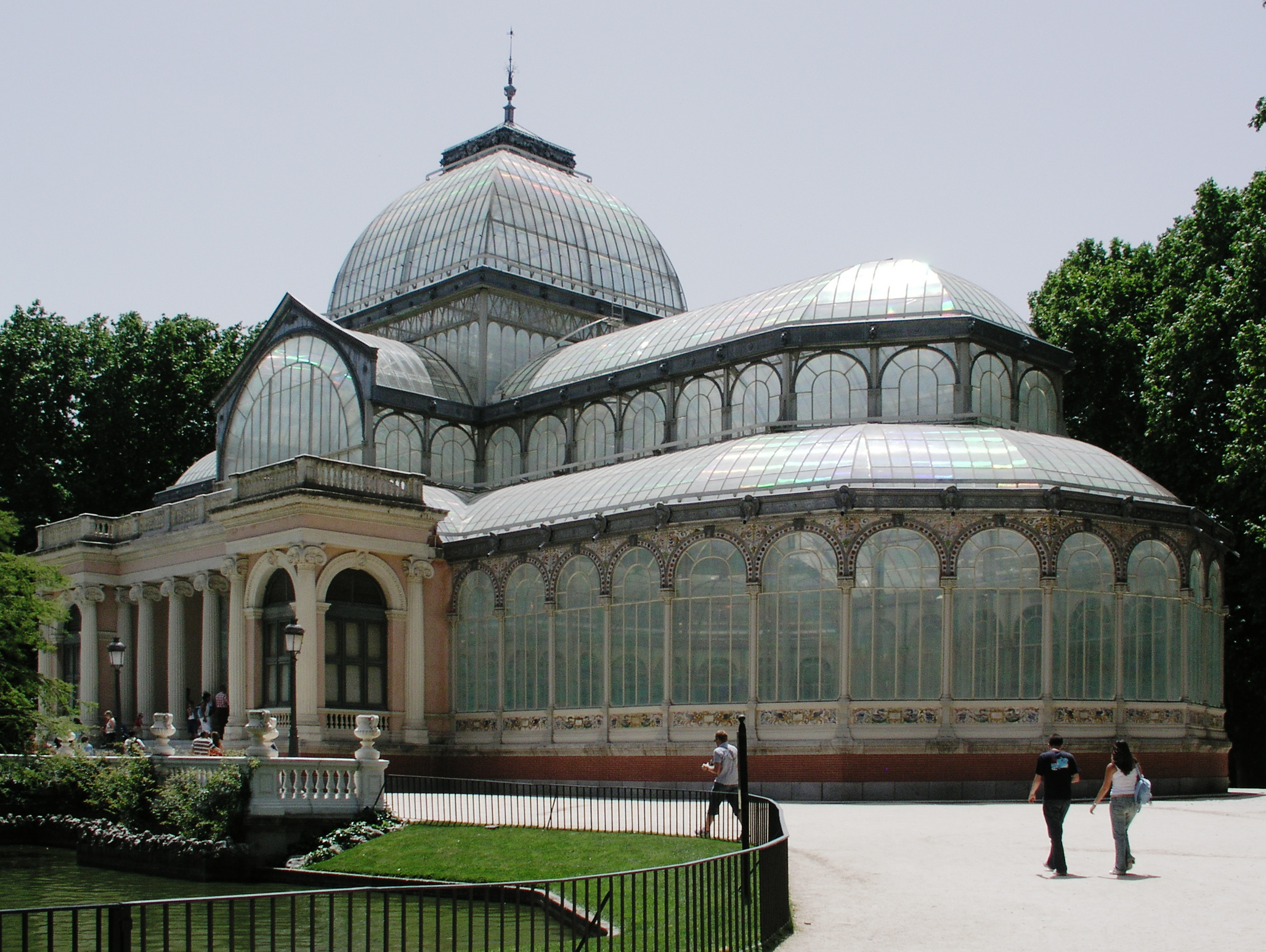
El Palacio de Cristal de Madrid.

Aunque en la lápida de su cementerio en Portugalete figura cincelada como fecha de nacimiento de Alberto Palacio, el 28 de enero de 1856 y como lugar de nacimiento Gordejuela, se sabe que Alberto nació realmente en la localidad natal de su madre, en Sare (Departamento de Bajos Pirineos, Francia) unos días antes, el 25 de enero de 1856, concretamente en el caserío Benoiteri, que era residencia de su tío materno, boticario de Sara.
Alberto y su hermano mayor Silvestre pasaron la mayor parte de la infancia a caballo entre la casa familiar materna de Sare y la casa palacio paterna en el barrio de Sandamendi de Gordejuela. Eso les permitió crecer en un ambiente trilingüe donde se hablaba español, francés y vasco.
A una edad temprana, sus padres mueren víctimas de un accidente dejando a los dos hermanos huérfanos y a cargo de la tutela de la familia Epalza, a la que les unían vínculos familiares por la parte paterna. Los Epalza poseían una villa en Portugalete, por lo que los hermanos empezaron a pasar largos veranos en la localidad vizcaína, iniciándose de esta manera la vinculación de Alberto Palacio con la localidad portugaluja, que se mantendrían por toda la vida.
Los estudios secundarios los realizó interno con los jesuitas en el Colegio de San Zoilo y San Félix en Carrión de los Condes, Palencia; lo que le permitió vivir la adolescencia y primera juventud alejado de la Guerra Carlista (1872-1876). Los jesuitas inculcaron al joven Alberto Palacio unas profundas creencias religiosas que le acompañaron el resto de su vida. 
Desde Palencia partió a Barcelona para realizar estudios universitarios en la Escuela Provincial de Arquitectura de Barcelona, siendo integrante de una de las primeras promociones licenciadas en dicha facultad. En 1882, a los veintiséis años de edad obtiene su licenciatura con brillantes calificaciones.
Una vez acabada la carrera y apoyado en una desahogada situación económica y su conocimiento del idioma francés, decide marchar a Francia a completar su formación. El vecino país galo se encuentra en ese momento de su historia a la vanguardia de la arquitectura creativa. Realiza un viaje por Francia conociendo de primera mano las novedades técnicas constructivas. Se entrevistó entre otros en París con los ingenieros civiles Gustave Eiffel y con Ferdinand Arnodin, gran especialista en puentes atirantados. También se adentró en París en el conocimiento de diferentes prácticas médicas, astronómicas o de ingeniería que le interesaron el resto de su vida. Este y otros viajes posteriores le convertirían en uno de los arquitectos españoles mejor informados de los conceptos técnicos y formales que inspiraban la nueva arquitectura gala.
En 1883 puso fin a su periodo de formación, se establece en Bilbao, donde contrae matrimonio con Leonor de Arana e Iturribarria, una joven bilbaína perteneciente a una influyente familia de la ciudad. Fruto de este matrimonio nacerían tres varones y una niña, muerta esta al poco de nacer.
El matrimonio Palacio Arana se trasladó al poco tiempo de la boda a Madrid, donde había mayores oportunidades laborales para Alberto. 
Toda su obra se caracteriza por la búsqueda de la funcionalidad y la innovación, utilizando el acero y el cristal para lograrlo.
Falleció en 1939.

## Obras

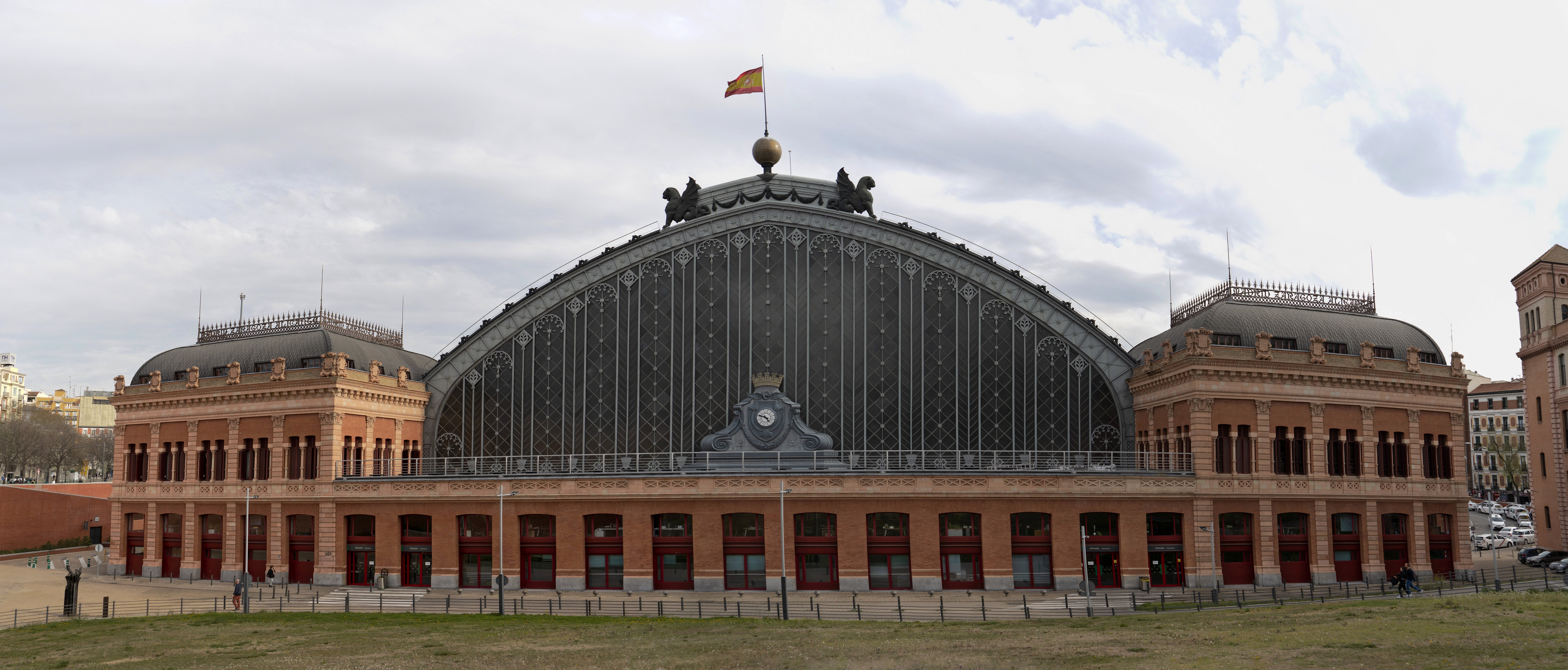
Estación de Atocha, Madrid

- 1883-84: participa en la construcción del Palacio de Velázquez en el parque del Retiro de Madrid, junto con el arquitecto Ricardo Velázquez Bosco, coordinador del proyecto, y el ceramista Daniel Zuloaga;
- 1884-1891: colabora en la ejecución de la sede del Banco de España;
- 1887: participa en la construcción del Palacio de Cristal del parque del Retiro, inspirado en el Crystal Palace de Londres, de nuevo en colaboración con Ricardo Velázquez Bosco y el ceramista Daniel Zuloaga;
- 1888-1892: diseña y construye la Estación de Atocha (Madrid), en colaboración con el ingeniero Saint-James;
- 1890-1893: trabaja, junto con su hermano, el también ingeniero Silvestre de Palacio, en su proyecto más importante, el puente transbordador de Portugalete, conocido como el puente de Vizcaya o Puente Colgante, auténtica y monumental "Puerta de Vizcaya", en la desembocadura del río Nervión, entre las orillas de Portugalete y Guecho. Fue el primer puente de este tipo que se construyó en el mundo;
- 1914-1916: con Francisco Borrás construye la fábrica Osram en el Paseo de Santa María de la Cabeza en Madrid.

## Publicaciones
- Yann Rocher (ed.), Globes. Architecture et sciences explorent le monde, Norma/Cité de l'architecture, Paris, 2017, p. 132-135.